# Pontificio Istituto Ambrosiano di Musica Sacra

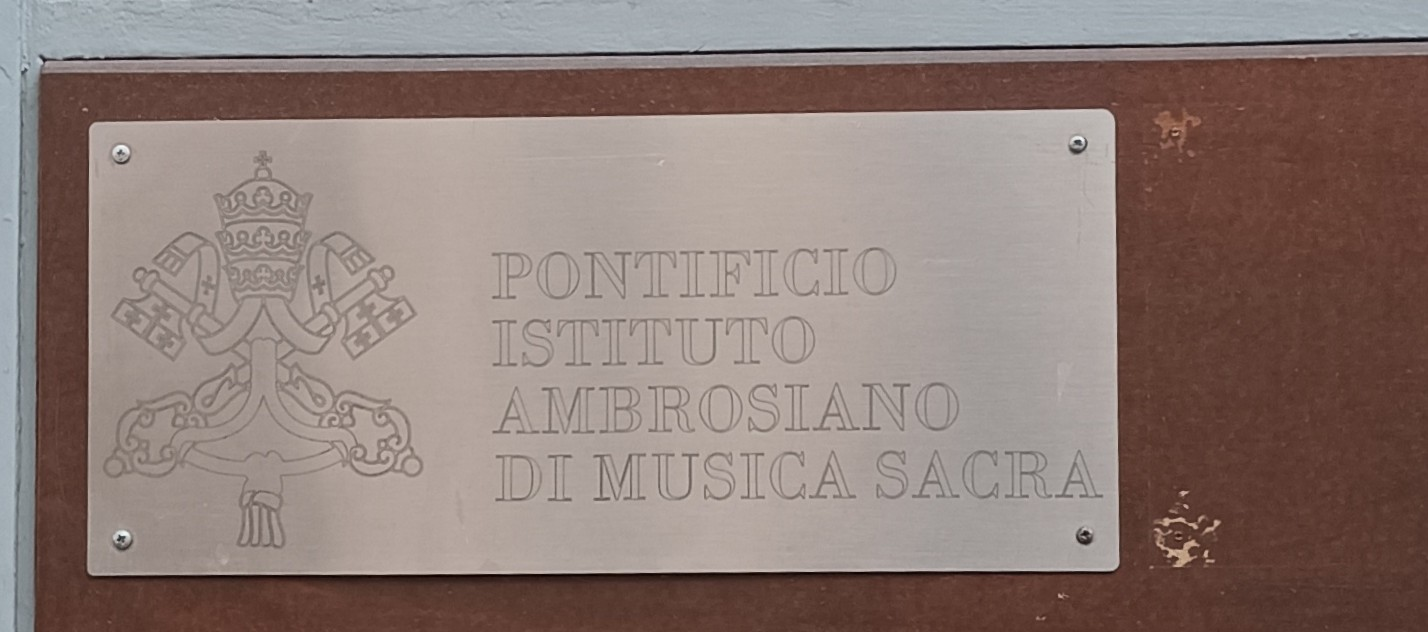
La targa del PIAMS

Il Pontificio Istituto Ambrosio di Musica Sacra (abbreviato PIAMS) è un istituto di istruzione di livello universitario di Milano, specializzato in musica sacra secondo il canto ambrosiano.

## Storia
L'istituto fu fondato da Alfredo Ildefonso Schuster nel 1931 e istituzionalizzato canonicamente dalla Santa Sede nel 1940. Il Cardinale desiderava un buon istituto per studiare a livello scientifico e preservare la tradizione musicale dell'arcidiocesi di Milano, oltre a formare nuove figure nel campo musicale religioso, soprattutto compositori e organisti.
Schuster si era ispirato al Pontificio Istituto di Musica Sacra, a cui il PIAMS è associato, e che aveva conosciuto durante il suo tempo a Roma. Prima era la Cappella musicale del Duomo di Milano a portare avanti la tradizione ambrosiana, ma spesso la sua influenza non era sufficiente ad arrivare fuori dalla città. Sostenuta anche dal Papa Pio XI, inizialmente era denominata Scuola superiore ambrosiana di musica sacra, il 12 marzo 1940 il Pontificio le conferì il titolo di Pontificio Istituto, con la facoltà di conferire i gradi accademici pontifici.
Dopo la guerra, nel 1946, Schuster sottolineò chiaramente l'importanza di questo istituto nel sinodo e invitò anche gli ambrosiani a apprezzarlo.
Negli anni '60 si sposta in un palazzo in via Gorizia dato dalla Fabbrica del Duomo, insieme alla Cappella Musicale. Importante per la sua storia al tempo fu il presidente mons. Ernesto Teodoro Moneta Caglio, che lo guidò dal 1955 al 1984.
Dal 1984 Moneta Cagliolo è sostituito dal mons. Natale Ghiglione, sostituito dal 1999 del mons. Gianluigi Rusconi, che ha guidato l'istituto fino al 2015, quando al suo posto è stato nominato il mons. Carlo Magnoli: sotto la sua presidenza l'istituto si inserisce nel nuovo sede in corso Garibaldi, vicino alla Chiesa dell'Incoronata. Il 13 agosto 2021, dopo una deroga per il COVID-19, viene nominato preside Don Riccardo Dell'Acqua.

## Organizzazione e corsi
Il Gran Cancelliere è Mario Delpini, arcivescovo di Milano, il preside è Don Riccardo dell'Acqua e il segretario il Rag.Claudio Porta.
L'Istituto comprende quattro tipi di corsi: quello pre-accademico, quelli accademico, i dottorati e infine i corsi liberi, slegati da un percorso universitario.